# Filippo Bottino
Filippo Emaunele Bottino (9. prosince 1888 Janov – 18. října 1969 Sestri Ponente) byl italský vzpěrač těžké váhy.
Pracoval v tabákové továrně v Sestri Ponente u Janova a byl členem klubu Ginnastica Sampierdarenese, kde se věnoval zpočátku sportovní gymnastice a od sedmnácti let vzpírání. V roce 1913 získal první ze svých jedenácti titulů mistra Itálie (jeho kariéru navíc poznamenala nucená přestávka v letech první světové války). Na Letních olympijských hrách 1920 zvítězil v nejvyšší váhové kategorii, když dosáhl v součtu pokusů levou rukou, pravou rukou a obouruč výsledku 265 kg. V roce 1922 vytvořil jako první italský vzpěrač v historii světový rekord, když v tahu obouruč zvedl 116 kg. Zúčastnil se také Letních olympijských her 1924, kde obsadil šesté místo. Byl oceněn Řádem zásluh o Italskou republiku a byla po něm pojmenována ulice v Janově.
Během olympiády v roce 1920 se dostal s italským šermířským reprezentantem Aldem Nadim do konfliktu kvůli tomu, jestli je náročnějším sportem vzpírání nebo šerm. Spor vyvrcholil kuriózním soubojem, při němž byl Nadi ozbrojen bičem a Bottino dřevěnou tyčí. V souboji zvítězil Nadi.